# New London
New London je přístavní město ve Spojených státech amerických. Nachází se v okrese New London County, jehož je zároveň správním městem, ve státě Connecticut. Ve městě žije přibližně 27 tisíc obyvatel a jeho rozloha činí 27,5 km². Z hlediska rozlohy jde o jedno z nejmenších měst v Connecticutu. Leží na ústí řeky Thames na pobřeží průlivu Long Island Sound.
Město bylo založeno roku 1646. Nachází se zde vysoké školy Connecticut College a Mitchell College. Dále se zde nachází United States Coast Guard Academy a Coast Guard Station New London.

## Rodáci
- Elizabeth Kostova (* 1964) – americká spisovatelka
- Gaten Matarazzo (* 2002) – americký herec
- Casey Neistat (* 1981) – americký youtuber
- Cassie (* 1986)